# Phyllodactylus baurii
Phyllodactylus baurii este o specie de șopârle din genul Phyllodactylus, familia Gekkonidae, descrisă de Samuel Garman în anul 1892.

## Subspecii
Această specie cuprinde următoarele subspecii:
- P. b. gorii
- P. b. baurii